# Miquel Pagès
Miquel Pagès (Manresa, ca. 1400 - Castres, França, 20 de juny de 1450) fou un frare dominic. Fou venerat com a beat al si de l'Orde de Predicadors, tot i que no ha estat formalment beatificat, i es pot considerar venerable.

## Biografia
No se'n tenen gaire dades. Atret per la religió des de petit, en 1426 ingressà com a frare al convent de Sant Domènec de Manresa. Desitjant una vida de major observança i austeritat, en 1436 anà al convent reformat de Saint-Vincent de Castres. Tingué una vida virtuosa i predicà efectivament contra els heretges; la seva manera de viure li feu guanyar l'apel·latiu popular de l'home sant. Hi morí amb fama de santedat en 1450.

## Veneració

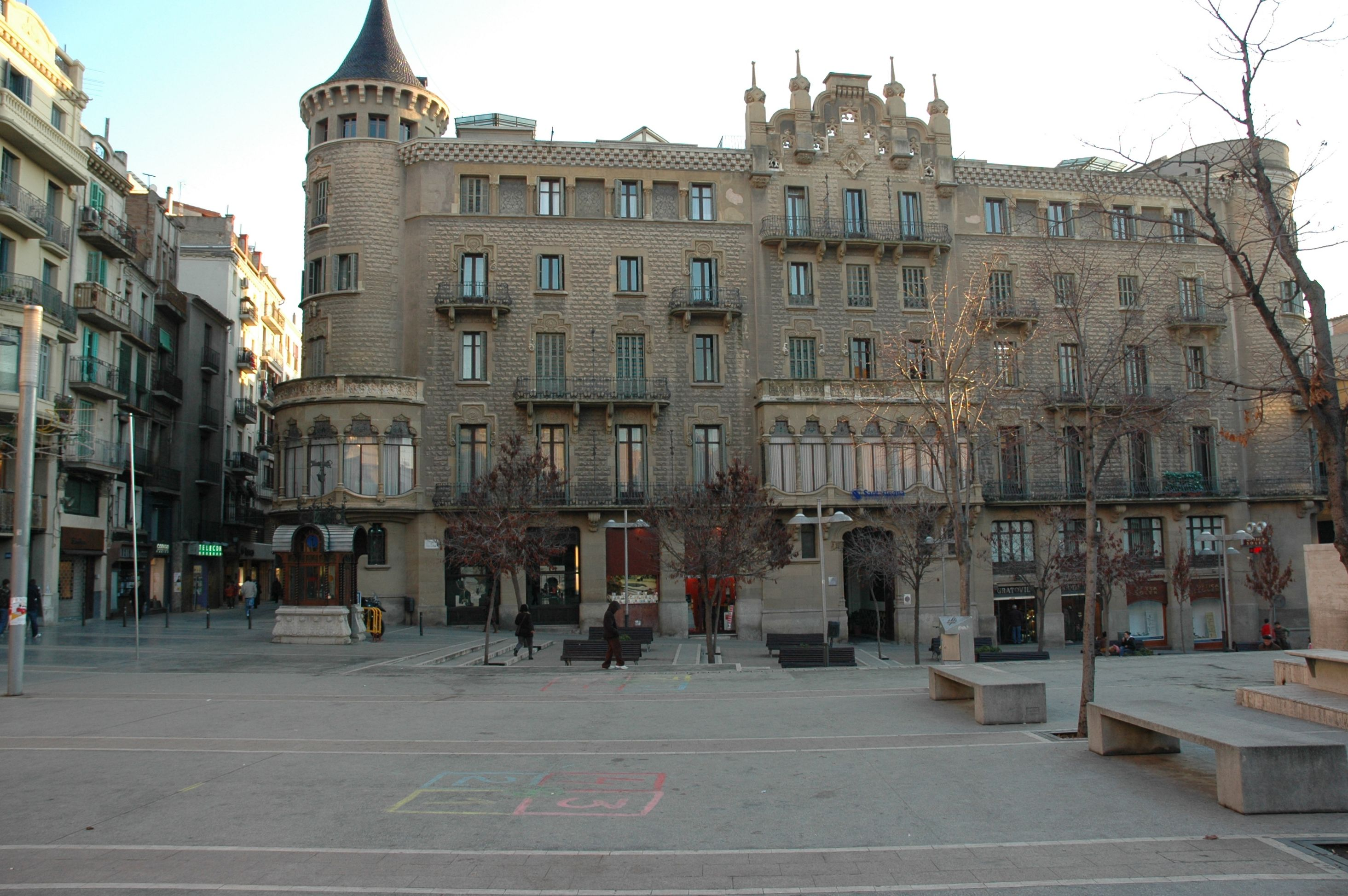
Plaça de Sant Domènec de Manresa, al lloc de l'antic convent dominicà de la vila, on professà Miquel Pagès.

Nombrosos miracles s'atribuïren a la seva intercessió, i hi era venerat; les cròniques esmenten que la capella on era enterrat estava sempre plena d'exvots d'agraïment deixats per tota mena de persones. El convent fou destruït durant la Revolució francesa i les restes desaparegueren, quedant el seu culte oblidat.
Apareix als hagiologis i cròniques dominiques amb els títols de beat, tot i no haver estat beatificat oficialment, i venerable. En santorals populars, fins al final del segle xix, apareix com a beat amb festivitat el 20 de juny, i té goigs propis amb el títol de Beat Miquel Pagès, dominic, que comencen:
| « | Nat de pares cristians / a la ciutat de Manresa ... | » |